# Tosu (langue)
Le tosu (ou duoxu, en chinois 多续语 duōxùyǔ ou 多须语 duōxūyǔ) est une langue tibéto-birmane parlée dans le centre-sud de la province du Sichuan en Chine.

## Localisation géographique
Le tosu est parlé dans le xian de Mianning, rattaché à la préfecture autonome yi de Liangshan.

## Classification
Le tosu, tout comme le lizu a longtemps été présenté comme un dialecte de l’ersu est une des langues na-qianguiques, un groupe rattaché aux langues tibéto-birmanes. Selon Chirkova, l'ersu, le lizu et le tosu ne sont pas mutuellement intercompréhensibles et sont trois langues qui constituent les langues ersuiques.